# University of Denver

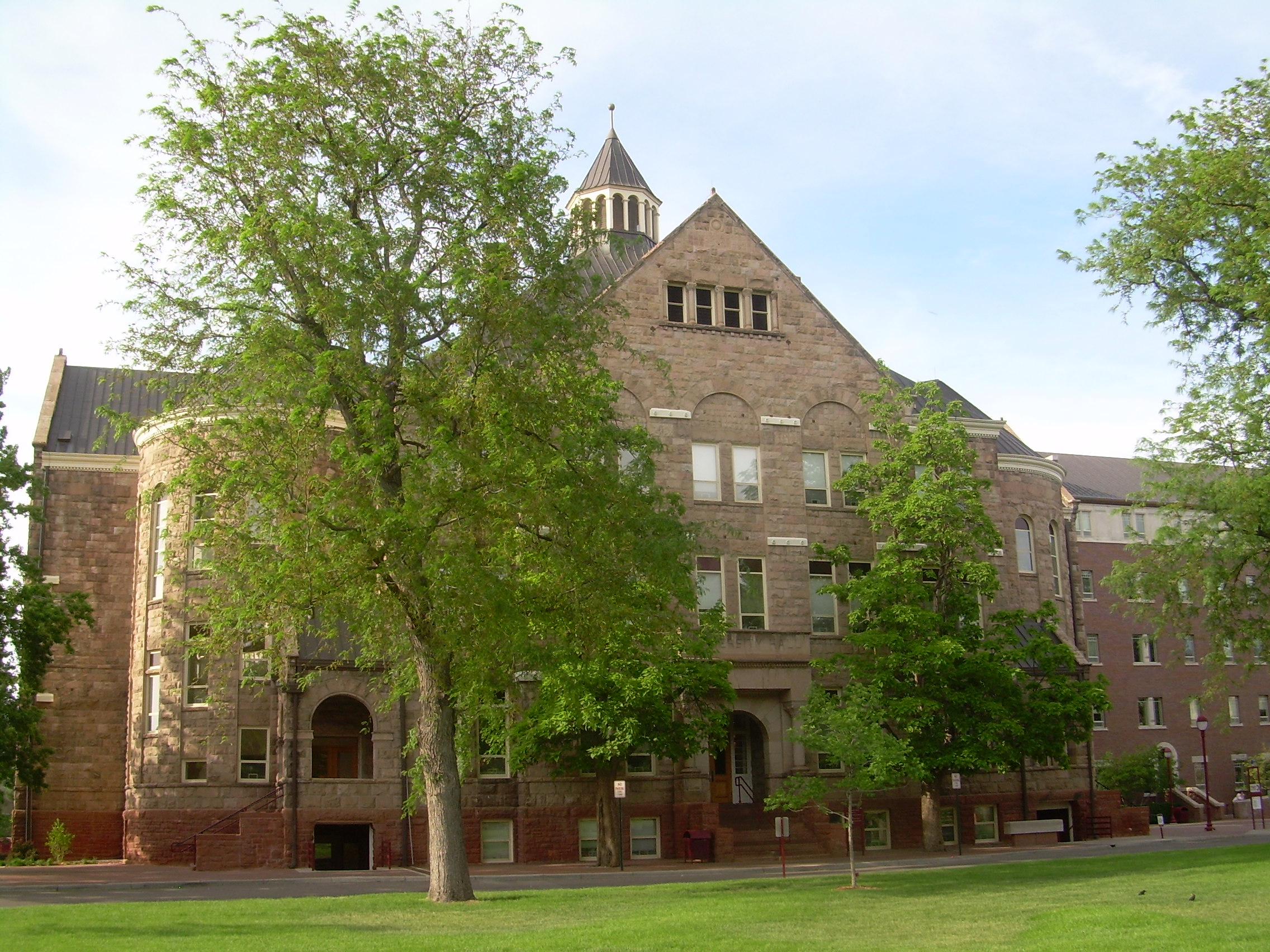
University of Denver

Die University of Denver (DU) ist eine Universität in privater Trägerschaft in Denver im US-Bundesstaat Colorado. An der DU sind durchschnittlich 9800 Studierende eingeschrieben. Der Campus liegt etwa 10 Kilometer südlich der Stadtmitte von Denver.
Die Universität wurde im Jahr 1864 durch den ehemaligen Territorial-Gouverneur John Evans als Colorado Seminary gegründet. Als eine der wenigen Hochschulen in den USA werden ausnahmslos alle Bewerber vor der Zulassung zum Studium zu Interviews gebeten, diese finden in mehr als 25 Städten im ganzen Land statt.

## Studienangebot
Das Studienangebot der University of Denver umfasst unter anderem
- Berufspsychologie
- Ingenieurwesen und Informatik
- Internationale Studien
- Geistes- und Sozialwissenschaften
- Pädagogik
- Rechtswissenschaften (Sturm College of Law)
- Sozialarbeit
- Theologie
- Wirtschaftswissenschaften (Daniels College of Business)
- University College

## Sport
Die Sportteams der DU sind die Pioneers. Die Hochschule ist Mitglied in The Summit League. Mehrere Teams in Sportarten, die nicht von der Summit League gesponsert werden, spielen in anderen Konferenzen. Die Herren-Eishockeymannschaft spielt in der National Collegiate Hockey Conference, die Herren- und Damen-Lacrosse-Teams spielen in der Big East Conference und die Damen-Gymnastikmannschaft tritt in der Big 12 Conference an.

## Bekannte Absolventen

### Politik und Militär
- Condoleezza Rice (* 1954) – US-Außenministerin
- Jim Nicholson (* 1938) – „US Secretary of Veterans Affairs“
- General George W. Casey junior (* 1948) – Kommandeur der Koalitionstruppen während des Irakkrieges und dessen Nachspiel
- Peter Domenici – US-Senator (R-NM)
- Byron Dorgan (* 1942) – US-Senator (D-ND)
- Mike Enzi (1944–2021) – US-Senator (R-WY)
- Gale Norton (* 1954) – US-Innenministerin
- Paul Laxalt (1922–2018) – US-Senator und Gouverneur von Nevada
- Mohammed Dschawad Sarif (* 1960) – Botschafter Irans bei den UN
- Ibrahim A. Assaf – Finanzminister von Saudi-Arabien
- Maasuma Al-Mubarak – Erstes weibliches Regierungsmitglied in Kuwait
- Mary Cheney (* 1969) –  Autorin und Tochter von US-Vizepräsident Dick Cheney

### Wirtschaft
- Bradbury Anderson – CEO, Best Buy, Inc.
- Peter Coors – CEO, Coors Brewing Company
- Floyd Little (1942–2021) – Footballspieler, Geschäftsmann (Ford)
- Ahmad ibn Sa'id Al Maktum (* 1958) – Vorsitzender von Emirates Airlines und Präsident der Luftfahrtbehörde Dubai
- Peter Morton – Gründer der Hard-Rock-Café-Kette
- Andrew C. Taylor – Vorstandsvorsitzender von Enterprise Rent-A-Car

### Musik
- Isaac Slade (* 1981) – Gründer, Sänger und Pianist von The Fray

### Sport
- Peter McNab (1952–2022), kanadischer Eishockeyspieler
- Rich Preston (* 1952), kanadischer Eishockeyspieler und -trainer
- Kevin Dineen (* 1963), kanadischer Eishockeyspieler
- Phil Heath (* 1979), US-amerikanischer Bodybuilder
- Paul Stastny (* 1985), US-amerikanisch-slowakischer Eishockeyspieler
- Tyler Bozak (* 1986), kanadischer Eishockeyspieler
- Joe Willis (* 1988) – Fußballspieler
- Beau Bennett (* 1991), Eishockeyspieler
- Scott Mayfield (* 1992), Eishockeyspieler
- Drew Shore (* 1991), Eishockeyspieler
- Nick Shore (* 1992), Eishockeyspieler
- Jason Zucker (* 1992), Eishockeyspieler
- Will Butcher (* 1995), Eishockeyspieler
- Danton Heinen (* 1995), kanadischer Eishockeyspieler
- Trevor Moore (* 1995), Eishockeyspieler
- Dylan Gambrell (* 1996), Eishockeyspieler
- Troy Terry (* 1997), Eishockeyspieler

## Veranstaltungen
Am 3. Oktober 2012 fand das erste Fernsehduell der Präsidentschaftswahl 2012 zwischen Barack Obama und Mitt Romney an der DU statt.